# Trubadur på flörtartur
Trubadur på flörtartur utkom 1993 och är det andra seriealbumet i den tecknade serien om Bert Ljung, skapad av de svenska författarna Sören Olsson och Anders Jacobsson. Albumet är tecknat av illustratören Johan Unenge. med manus av Måns Gahrton.
Albumet är baserat på boken Berts första betraktelser, med vissa skillnader. Till exempel går skildras jul och nyår, och Klimpen medverkar. Boken beskriver Berts tid i 6:an. Tiden mellan Berts dagbok och Berts första betraktelser hade inte skildrats då seriealbumet utkom.

## Omslag
Bert står nere på marken och spelar för Nadja som en medeltida trubadur. Men lutan alternativt den akustiska gitarren, är utbytt mot elbas kopplad till förstärkare, och burspråket mot en lägenhetsbalkong (fastän Nadja i berättelserna inte bor i lägenhet). På balkongen ovanför står en arg man, redo att kasta en blomkruka.

## Handling
Bert har blivit ihop med Nadja, men fruktar hennes tre raggarbröder. Det händer också ibland att han förvandlas till primitive grottmänniskan Milton och spanar tjejer med Åke, fastän han är ihop.
Övningarna med Heman Hunters leder bland annat till strömavbrott runtom i Sverige när Åke skall koppla, och att grannarna tror att det pågår misshandel i replokalen, vilket leder till att polis, brandkår, ambulans och militär får rycka ut och slå in dörren innan de märker vad som pågår.
Berts pappa deklarerar, och bantar medan han tvingar övriga familjen att sympatibanta vilket avslutas då Berts mamma upptäcker sås på pappans slips, och Bert pantsätter pappans vigselring men ångrar sig och köper tillbaks den, även om det kostar 100 SEK extra.
Bert ber Nadja spela fiol för honom för att få henne att tro att han gillar fiolmusik, men Bert använder öronproppar vilket Nadja upptäcker, och fäktas med fiolstråken i ilska. Nadjas bröder tvingar Bert att följa med dem och PRY:a som raggare.
Slutligen gör Bert och Nadja slut, och när en nedstämd Bert går förbi fotbollsplanen och tror att inga tjejer vill ha honom mer stöter han på Paulina i klass 6 B.

## Övrigt
De sista sidorna innehåller information om hur Bert som litterär figur skapades, och om Anders och Sören som 13-åringar.

### Fotnoter
1. ↑  ”Trubadur på flörtartur” (på engelska). Worldcat. 13 mars 1993. https://www.worldcat.org/title/trubadur-pa-flortartur/oclc/185897179&referer=brief_results. Läst 30 mars 2015.